# Junkers Ju 388
Lo Junkers Ju 388 era un aereo militare bimotore multiruolo ad ala media sviluppato dall'azienda aeronautica tedesca Junkers Flugzeug- und Motorenwerke AG nei primi anni quaranta.
Proposto in numerose varianti per i ruoli di zerstörer e caccia notturno (versione J), bombardiere (versione K) e aereo da ricognizione (versione L), tutti da alta quota, lo Ju 388 venne consegnato ai reparti operativi della Luftwaffe solo nel tardo 1944, quando oramai la situazione della Germania nella seconda guerra mondiale era già compromessa ed oramai tardi per poter contribuire efficacemente al conflitto.
Se lo Ju 388 fosse entrato nel conflitto nei tempi prestabiliti, probabilmente avrebbe potuto dare un supporto vincente alla luftwaffe, grazie alle sue numerose varianti e versatilità.

## Storia del progetto
Nel tardo 1942 l'intelligence tedesca riuscì ad avere informazioni sullo sviluppo di un nuovo bombardiere strategico in fase di sviluppo negli Stati Uniti. Il nuovo velivolo, che si determinò essere l'YB-29 Superfortress, aveva caratteristiche tali da preoccupare il Reichsluftfahrtministerium (RLM), il ministero che nel periodo hitleriano sovraintendeva all'intera aviazione tedesca, su un suo futuro utilizzo nei bombardamenti del territorio tedesco, che erano già in atto da parte delle forze anglo-statunitensi. Le stime prevedevano una velocità massima di 560 km/h e, in fase di bombardamento, di 360 km/h a 8 000-10 000 m, prestazioni che evidenziarono l'incapacità dell'aviazione tedesca di fronteggiarlo con i modelli in quel momento a disposizione. L'RLM emanò quindi delle specifiche atte a produrre caccia e zerstörer che potessero operare ad alta quota.
Nel ruolo di caccia diurno venne proposto il Focke-Wulf Ta 152H, uno sviluppo del Focke-Wulf Fw 190D dotato di ala dal maggiore allungamento alare, accorgimento tecnico necessario per operare ad alta quota, ed equipaggiato con la nuova variante "E", ottimizzata per l'alta quota, del motore Junkers Jumo 213. Una seconda alternativa fu proposta dalla Messerschmitt con il suo Messerschmitt Me 155B, un ennesimo sviluppo del Messerschmitt Bf 109 che adottava come il Ta 152 ali opportunamente allungate, progetto che venne in seguito assegnato alla divisione aeronautica della Blohm + Voss e che sviluppò come Blohm & Voss BV 155 (rimase però a livello di prototipo).
Nel ruolo di zerstörer e caccia notturno erano a disposizione i bimotori Focke-Wulf Ta 154 ed Heinkel He 219 ma per raggiungere la velocità massima necessaria avrebbero dovuto montare ali corte, incompatibili con le quote alle quali dovevano operare. Anche la Junkers aveva già precedentemente previsto, tra quelle disponibili, le varianti S e T da alta quota del proprio Ju 88, ma nemmeno queste raggiungevano le prestazioni adatte allo scopo. Un simile sviluppo era previsto anche nel suo successore, lo Ju 188, nelle versioni J, K ed L, che introducevano una cabina di pilotaggio pressurizzata, separata ed inserita nella fusoliera in fase di costruzione, e un sistema antighiaccio che evitava la formazione dello stesso sulle superfici di controllo in caso di voli prolungati ad elevate altitudini. Queste caratteristiche vennero riutilizzate nel suo successore, lo Ju 388.
Il nuovo modello era caratterizzato dall'utilizzo, per quanto possibile, di elementi che già erano impiegati nei modelli già in produzione, per permettere di abbreviare i tempi necessari all'avvio della produzione in serie. Gli sforzi maggiori erano indirizzati verso l'innalzamento della quota di ristabilimento, l'altitudine critica nelle prestazioni dei motori che si verificava quando il compressore non era più in grado di fornire una sovralimentazione sfruttabile. Inoltre, al fine di migliorarne le prestazioni, lo Ju 388 fu privato di quasi tutto l'armamento difensivo che caratterizzava i precedenti modelli.
Il prototipo, il quale come da convenzioni RLM venne designato Ju 388 V1, venne portato in volo per la prima volta il 22 dicembre 1943. Era la conversione di uno Ju 188 T-0 da ricognizione. Seguirono gli Ju 388 V2, V4 e V5, prefigurazioni delle versioni da caccia. Il V2 era equipaggiato con un armamento offensivo che constava di due cannoni in caccia in fusoliera, un MG 151/20 calibro 20 mm ed un MK 103 calibro 30 mm. Come armamento difensivo, in sostituzione delle postazioni con mitragliatrici brandeggiabili, vi era un'unica barbetta comandata in remoto, posizionata in coda e dotata di due MG 131. Il puntamento di quest'ultima avveniva tramite un periscopio direttamente dalla cabina di pilotaggio.
La dotazione radar consisteva in un FuG 220 Lichtenstein SN-2 le cui caratteristiche antenne erano posizionate all'apice anteriore della fusoliera. Il V2 volò per la prima volta nel gennaio 1944, seguito dai V4 e V5, che differivano per la mancanza della barbetta di coda e per l'adozione del radar FuG 218 Neptun. La commissione esaminatrice approvò alcuni modelli che vennero avviati alla produzione ma nessuno Ju 388 J-1 (sviluppato dallo Ju 388 V2) fu realizzato prima della fine del conflitto.
Altre versioni furono invece prodotte per un totale di 37 esemplari consegnati a partire dall'ottobre 1944.

## Impiego operativo
Delle tre versioni previste l'unica effettivamente consegnata, in modesti quantitativi, fu la Ju 388 L, assegnata ai reparti da ricognizione della Luftwaffe negli ultimi mesi della seconda guerra mondiale. L'impiego operativo fu quasi nullo.

## Versioni

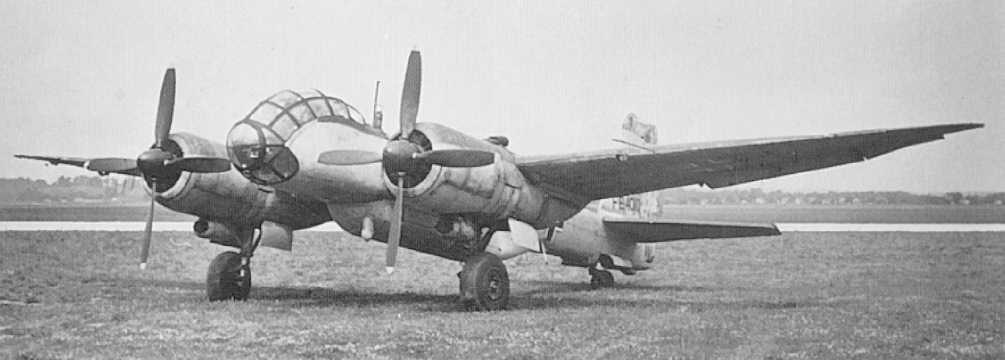
Vista anteriore destra dello Ju 388 J-1 durante le prove effettuate dall'USAAF a Wright Field.

Ju 388 V1
primo prototipo realizzato; versione fotoricognitore d'alta quota a lungo raggio, equipaggiato con motori radiali BMW 801 e dotato di cabina pressurizzata per 3 membri d'equipaggio.
Ju 388 V2
prototipo della versione da caccia ognitempo/caccia notturno; 4 membri di equipaggio ed equipaggiato con barbetta difensiva in coda.
Ju 388 V3
prototipo versione bombardiere d'alta quota; 4 membri di equipaggio.
Ju 388 V4
variante del Ju 388 V2, caratterizzato da un diverso naso appuntito, conico e realizzato in legno, equipaggiata con una serie di radar e tipologie di armamento differenti.
Ju 388 V5
simile al V4.
Ju 388 J-1
versione sviluppata dallo Ju 388 V2, avviata alla produzione in serie ma mai consegnata ai reparti.
Ju 388 K-0
versione bombardiere di pre produzione sviluppata dallo Ju 388 V3.
Ju 388 K-1
come lo Ju 388 K-0 ma dotato di barbetta difensiva in coda.
Ju 388 L-0
versione di preproduzione della versione da fotoricognitore d'alta quota a lungo raggio, sviluppo del Ju 388 V1.
Ju 388 L-1
come lo Ju 388 L-0 ma dotato di barbetta difensiva in coda.
Ju 388 L-1/b
come lo Ju 388 L-1 ma con armamento addizionale e 4 membri di equipaggio.
Ju 388 L-3
come lo Ju 388 L-1 ma dotato di nuova motorizzazione Junkers Jumo 213E.

## Utilizzatori
Germania
- Luftwaffe

## Esemplari attualmente esistenti
L'unico esemplare sopravvissuto è lo Ju 388 J-1 Werk nr. 560049, appartiene allo National Air and Space Museum, alle dipendenze dello Smithsonian Institute. Nel 2013 esso risultava "in prestito o in deposito" e non era esposto.
Il velivolo fu catturato dalle truppe della United States Army nel maggio 1945 presso gli stabilimenti Junkers di Merseburg. Come altri velivoli tedeschi catturati nell'ambito dell'Operazione Lusty, fu inviato negli Stati Uniti con la portaerei di scorta della britannica Royal Navy HMS Reaper per studiare le tecnologie utilizzate e saggiarne le caratteristiche in prove di volo comparative. Dopo una serie di voli durati fino al settembre 1946, in cui adottò marche FE-4010 (poi T2-4010) assegnate ai velivoli stranieri, fu messo a terra e donato allo Smithsonian Institute nel gennaio 1949 quindi trasferito a Silver Hill, nel Maryland, per lo stoccaggio nel novembre 1954, dove fu smontato.